# Castello di Galliera
Il Castello di Galliera (o Rocca di Galliera, Ròca ed Galîra in bolognese) è una antica fortificazione costruita a ridosso delle mura storiche di Bologna, negli immediati pressi di Porta Galliera da esponenti del governo papale. Venne per ben cinque volte distrutta dalla popolazione che protestava contro i legati pontifici. Al giorno d'oggi restano dei ruderi, ben visibili, di fianco alla scalinata del parco della Montagnola, all'inizio di via Indipendenza.

## Storia
La fortificazione venne costruita per la prima volta tra il 1331 e il 1332 dal Cardinale Legato Bertrando del Poggetto. Fu destinata ad essere distrutta e ricostruita per ben cinque volte dalla popolazione della città, che più volte si ribellò contro il governo papale. La prima rivolta che portò alla distruzione del castello avvenne nel 1334. All'interno del complesso era presente una cappella trecentesca, con affreschi di Giotto e Giovanni di Balduccio. L'ultima distruzione ad opera della popolazione in rivolta avvenne nel 1511. La leggenda tramandata nella città narra che il rialzamento su cui sorge il parco della Montagnola, proprio a ridosso delle rovine, sia dovuto alle macerie accumulate nelle successive distruzioni e ricostruzioni del castello.